# Weitnau
Weitnau là một đô thị ở Oberallgäu bang Bayern thuộc nước Đức.